# Арсита
Арсита (итал. Arsita) — коммуна в Италии, располагается в регионе Абруццо, в провинции Терамо.
Население составляет 961 человек (2008 г.), плотность населения составляет 28 чел./км². Занимает площадь 34 км². Почтовый индекс — 64031. Телефонный код — 0861.
Покровителем населённого пункта считается святой Николай Толентинский.

## Демография
Динамика населения:

## Администрация коммуны
- Официальный сайт: http://tecuting.it/c067003/hh/index.php?x=531b00e6d174e2ee671ce79717302940&jvs=1